# Піццеллі

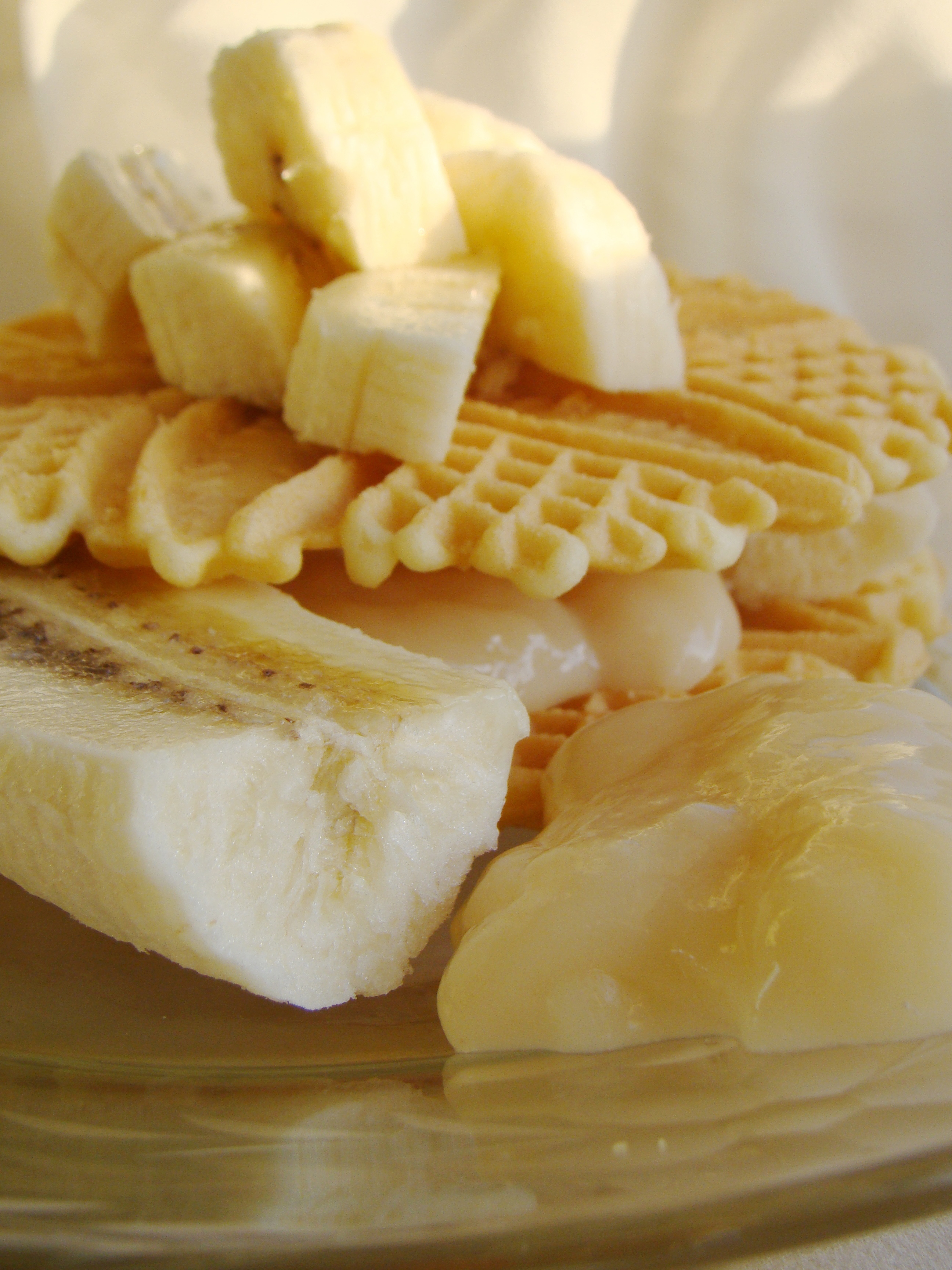
Піццеллі, сервіроване, як банановий сендвіч

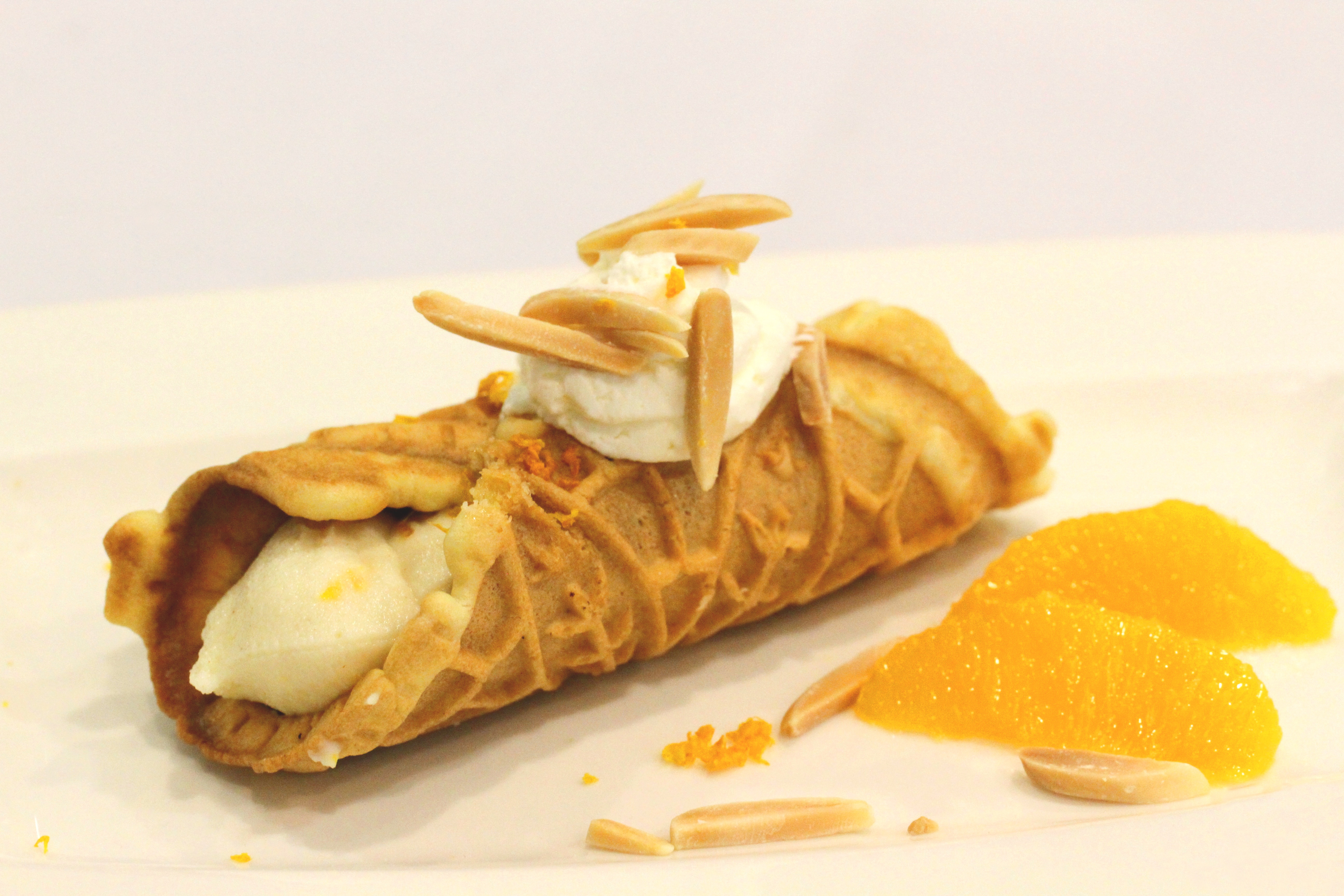
Піццеллі, сервірована, як каннолі

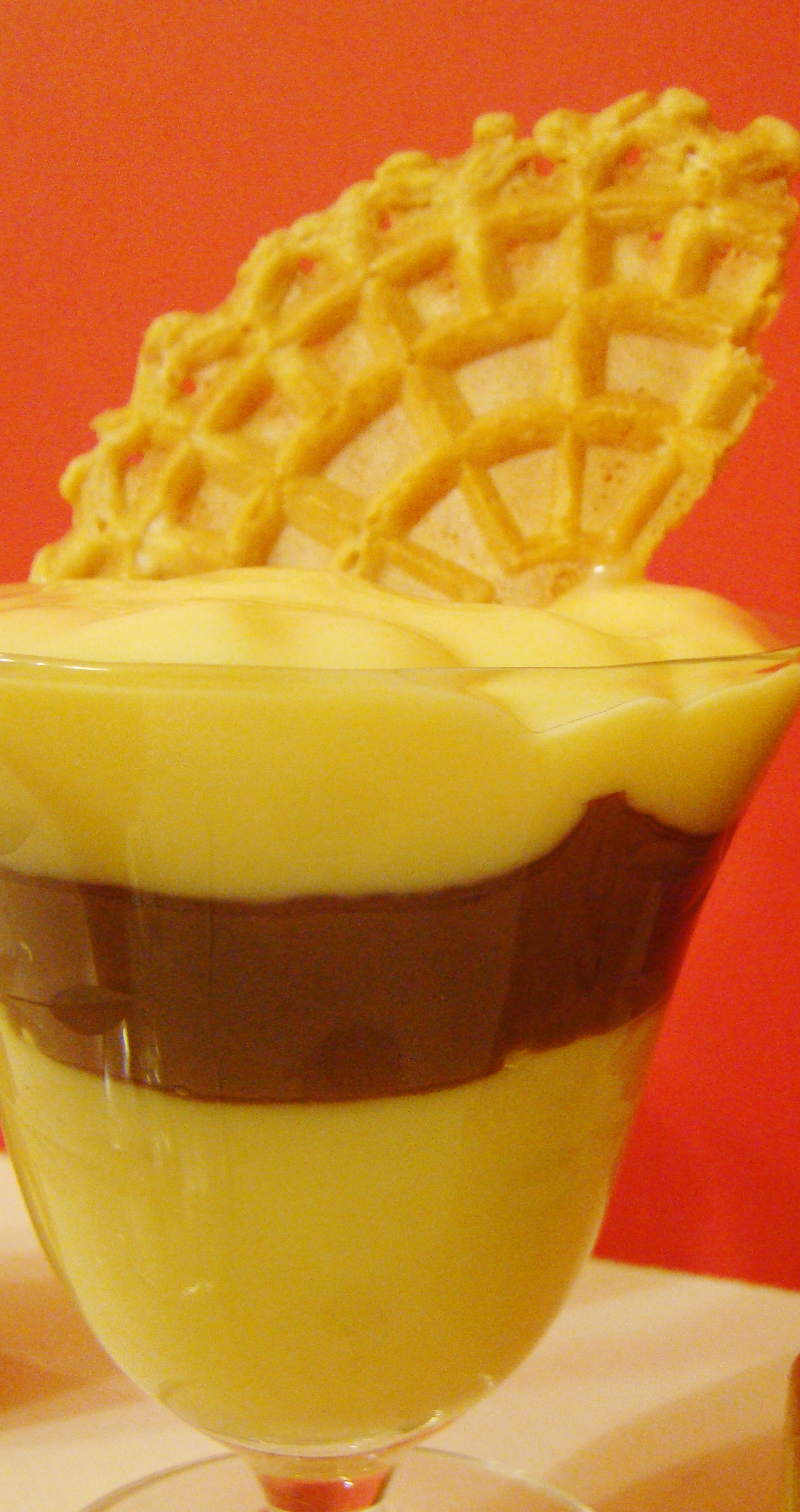
Келих ванільного крему, прикрашений при подачі скибочкою піццеллі

Піццеллі (оригінальне італійське написання множини піццелле, італ. Pizzelle) — традиційний різновид італійських вафель.

## Опис
Піццеллі робляться з пшеничного борошна, яєць, цукру, вершкового масла або олії та ароматизируются анісом або анісовою настоянкою (рідше — лимонною цедрою або ваніллю). Піццеллі мають круглу форму з фігурною ребристою поверхнею. Вони можуть бути твердими та хрусткими, або досить м'якими, в залежності від інгредієнтів та методів приготування.
Назва «піццеллі» однокореневе зі словом «піца». На статус батьківщини цих вафель претендує місто Ортона в регіоні Абруццо (південна Італія). Однак, фактично, це дуже старовинна страва, широко поширена в багатьох частинах країни. В околицях Риму їх називають феррателле.
Хоча готові піццеллі продаються в італійських магазинах, багато італійських господинь вважають за краще готувати їх самотужки, використовуючи спеціальну металеву вафельницю, яку під час приготування тримають за ручку над конфоркою плити, щоб страва не підгоріла. Візерунок на готовій вафлі повторює візерунок на внутрішніх поверхнях вафельниці. Наразі, однак, для виготовлення піццеллі все частіше використовують електричну вафельницю.

## Вживання
Піццеллі традиційно були особливо популярними на Різдво та на Великдень, але зараз в Італії їх можна знайти в магазинах протягом усього року. Вони можуть вживатися просто як печиво, але існують також інші варіанти.
Так, піццеллі може служити основою для тістечка — каннолі. Хоча сьогодні тісто для каннолі відрізняється від власне піццеллі, технологія їх створення дуже схожа. В результаті, використовуючи піццеллі, можна виготовити десерт по типу каннолі, тобто особливого роду вафельну трубочку, заповнену начинкою.
Крім того, піццеллі іноді їдять як сендвіч, уклавши солодку начинку між двох плоских вафель. Нарешті, якщо не дати піццеллі охолонути, її можна зігнути, надавши їй форму тарталетки або вафельного ріжка, і заповнити начинкою.